# Генріх I (граф Люксембургу)
Генріх I Русявий або Мозельський (*Heinrich der Moseler, бл. 960 — 27 лютого 1026) — граф Люксембургу у 998—1026 роках, герцог Баварії у 1004—1009 та 1017—1026 роках (як Генріх V).

## Життєпис

### Молоді роки
Походив зі Старшої династії Люксембургів. Син Зигфріда I, графа Люксембурзького, та Гедвіги фон Нордгау. Народився у 960 році. Здобув класичну освіту середньовічного лицаря. 992 року втратив матір. У 993 році отримав титул графа Арденненгау. У 993—996 роках надав підтримку абатствам Санкт-Максимін в Трірі і Санкт-Вілліброрд в Ехтернахі, які належали його родині.

### Граф Люксембургу
У 998 році після смерті батька стає новим графом Люксембургу. У 1001 і 1002 році Генріх I супроводжував імператора Оттона III в його поході до Італії. В подальшому забезпечував інтереси імператора на західних кордонах держави.

### Герцог Баварії
У 1004 році отримав Баварію від Генріха II, короля Німеччини, дружина якого Кунігунда доводилася сестрою Генріху I. Вибір Генріха був також підтриманий баварською знаттю.
У 1004 і 1005 роках він брав участь у військовій кампанії імператора проти Болеслава I Хороброго, князя Польщі, але вже у 1008 році Генріх I повстав проти короля, і в 1009 році останній позбавив його Баварського герцогства і повернув собі титул герцога. Генріх I повернувся до родинних володінь.
У грудні 1017 року завдяки заступництву Херіберта, архієпископа Кельнського, і Поппо, архієпископа Трірського, імператор того ж року повернув Баварію Генріху I.
У 1024 році, після смерті імператора Генріха II, Генріх I підтримав кандидатуру Конрада II з Салічної династії на імператорський трон.
Генріх не був одружений і помер в 1026 році. Його люксембурзькі володіння перейшли його небожу Генріху II, а Баварія перейшла під управління імператора Конрада II. Ймовірно, Генріха I було поховано в Остерхофені (Нижня Баварія).